# Isabel Blanco (Handballspielerin)
Isabel Blanco (* 10. Mai 1979 in Bergen, Norwegen) ist eine ehemalige norwegische Handballspielerin, die für die norwegische Nationalmannschaft auflief.
Blanco spielte anfangs bei Vadmyra, Kjøkkelvik, Nordnes und Tertnes IL, wo sie von Rückraumspielerin zur Kreisspielerin umgeschult wurde. Mit 19 Jahren wechselte die Rechtshänderin zum spanischen Verein Ferrobus Mislata Tortajada. Blanco kehrte 1999 zu Tertnes zurück und verließ ein Jahr später wieder den Verein. Anschließend spielte sie beim dänischen Verein Ikast-Bording EH. Nachdem Blanco von 2004 bis 2006 beim Ligarivalen Aalborg DH aktiv gewesen war, kehrte sie wieder zu Ikast-Bording zurück, der später mit dem FC Midtjylland fusionierte. Ab dem Sommer 2011 lief sie für den norwegischen Spitzenverein Larvik HK auf. Ab Februar 2015 pausierte sie schwangerschaftsbedingt. Anschließend schloss sie sich im Februar 2016 dem norwegischen Verein Molde HK an. Zur Saison 2016/17 wechselte sie zum Erstligisten Halden HK, bei dem sie zusätzlich als Co-Trainerin tätig war. Sie war dort bis der Verein im Februar 2017 Konkurs anmeldete tätig.
Isabel Blanco absolvierte 86 Partien für die norwegische Handballnationalmannschaft. Mit dem norwegischen Team gewann sie 2004 und 2008 die Europameisterschaft. Die Norwegerin nahm weiterhin an der Weltmeisterschaft 2013 teil.
Ihr Vater Fernando ist ein ehemaliger spanischer Fußballspieler, der in den 1970er Jahren bei Brann Bergen aktiv war.

## Erfolge
- EHF-Pokal 2002, 2011
- dänische Meisterschaft 2011
- dänische Vizemeisterschaft 2002, 2003, 2005, 2008
- dänischer Pokal 2001
- norwegische Meisterschaft 2012, 2013, 2014, 2015
- Europameisterschaft 2004, 2008